# Ernst Thommen
Pour les articles homonymes, voir Thommen (homonymie).
Ernst B. Thommen, né le 23 janvier 1899 à Bâle et mort le 14 mai 1967 à Muttenz, est un dirigeant suisse de football. 

## Biographie
Directeur de « Sport Toto », vice-président de l'Association suisse de football, vice-président puis secrétaire de la FIFA, il fonda le Coupe Intertoto et la Coupe UEFA et fut président de la commission d'organisation des Coupes du monde 1954, 1958 et 1962.
Il assura l'intérim de la présidence de la FIFA du 25 mars 1961 au 28 septembre 1961.